# USS LST-157
O USS LST-157 foi um navio de guerra norte-americano da classe LST que operou durante a Segunda Guerra Mundial.